# Svaz české mládeže
Svaz české mládeže (zkratka SČM) byl českou mládežnickou organizací v Československu, který předcházel organizaci Československého svazu mládeže. Svaz vznikl na jaře 1945 úsilím Národní fronty vytvořit jednotnou organizaci mládeže. Zanikl v dubnu 1949. Tiskovým orgánem svazu bylo nakladatelství Mladá fronta. 

## Dějiny
Vznik svazu byl motivován několika faktory, především dosavadní existencí jednotného Kuratoria pro výchovu mládeže fungujícího v Protektorátu Čechy a Morava a tedy úsilí o reformu těchto masových struktur. Dalším motivem z dřívější doby bylo pro komunisty jejich úsilí před zákazem strany v roce 1938, kdy se v 30. letech snažili o zánik frakčních skupin, které vyvrcholilo zánikem svazu mladých komunistů v roce 1936, vytvořením levicové organizace Svazu mladých a vytvoření širší antifašistické organizace pod Československým ženevským výborem (ČŽV). Předchozí zkušenosti spolupráce mladých sociálních demokratů, národních socialistů a komunistů se taktéž přelévaly z fungování Národního hnutí pracující mládeže z roku 1938.

## Vznik
Svaz české mládeže se formoval z odbojových složek už v květnu 1945 a 12. května bylo ustaveno jeho prozatímní vedení. V červnu 1945 se strany „Národního bloku” (Komunistická strana Československa, Československá sociální demokracie a Československá strana národně socialistická) dohodly na budování jednotného svazu české mládeže s tím, že nebudou zakládat vlastní stranické mládežnické organizace.
Jednotná mládež a tělovýchova — Sokol základem.
8. Strany Národního bloku se zavazují netvořit vlastní stranické mládeže, nýbrž budou spolupracovat na vybudování jednotného svazu české mládeže, který sdružuje mládež na nestranické všenárodní základně a v němž bude organisována především pracující mládež měst i venkove, mládež dělnická, rolnická, studentská atd. Strany se starají o své mladé členy po stránce ideové výchovy ve smyslu svého programu. Jednotný svaz české mládeže bude nezávislou organisací mládeže s demokratickou vnitřní samosprávou a bude se těšit podpoře stran Národního bloku.
9. Strany Národního bloku jsou si zajedno v tom, že tělovýchovné a sportovní hnutí nutno rovněž znovu budovat jako hnutí národní, nestranické a jednotné. Základem nové, sjednocené národní tělovýchovné organisace bude Sokol, kde mají místo všichni věrní vlastenci bez ohledu na politicko-stranickou příslušnost.
Svobodné slovo, 17.06.1945, s. 1

### V letech 1945–1948

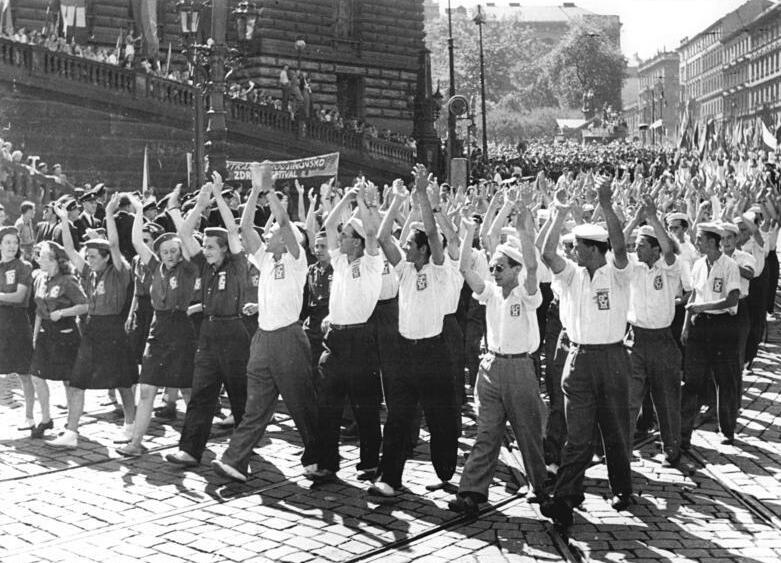
Závěrečný průvod na I. Světovém festivalu mládeže a studentstva v Praze 1947, delegace Svazu české mládeže v uniformách

Svaz české mládeže se poprvé veřejnosti představil v úterý dne 5. června 1945 na manifestaci na Staroměstském náměstí v Praze. Manifestační (ustavující) sjezd Svazu české mládeže se konal ve dnech 4. až 7. července na Pustevnách na Radhošti (v bývalém zotavovacím středisku Kuratoria). Dne 6. července se ho účastnili zástupci vlády (ministři Jaroslav Stránský, Václav Kopecký, Jozef Šoltész), zástupce země Moravskoslezské Václav Hanák (tajemník za národní socialisty), slezské expozitury zemského Národního výboru v Ostravě prof. Antonín Dobeš (místopředseda za národní socialisty), zástupci Rudé armády (poručík Krupov) a Čsl. armády (z 3. pěší divize Prešov Jaroslav Selner a plk. letectva Vladislav Květoň) a poselstva okolních krajů, okresů a měst. Na zasedání delegátů svazáckých krajů Čech a Moravy ve dnech 21. až 22. července 1945 byl zvolen prozatímní Ústřední výbor SČM v čele s předsedou Václavem Koutným.
Mládež Československé strany lidové odmítla připojení ke Svazu české mládeže a strana trvala na vlastním spolku, který ze začátku formálně fungoval jako odbor mládeže strany. Poprvé se lidovecká mládež veřejnosti předvedla v srpnu 1945 při oslavách 75. narozenin Jana Šrámka v Praze. Předsedou lidovecké mládeže byl na prosincovém sjezdu zvolen Jindřich Synek.
Na poradách 6. – 7. září 1945 se zástupci vlády Zdeněk Nejedlý a Václav Kopecký, zástupci Ústředního národního tělovýchovného výboru (ÚNTV), SČM a Junáka jednomyslně dohodli, „že junácká výchova bude organizována výlučně ve Svazu české mládeže”. Na valném sjezdu Junáků v pondělí 10. září 1945, který se konal v městské knihovně v Praze, se pak sešli zástupci skautských jednotek z Čech, Moravy, Slezska a Slovenska, ministr školství a osvěty Zdeněk Nejedlý, zástupci Ústředního národního tělovýchovného výboru a Svazu české mládeže (SČM), aby dojednali se Svazem české mládeže podmínky sjednocení. Junák byl následně zapojen do SČM a vystupoval pod názvem „Junák, ústředí skautské výchovy SČM”.
Pražský sjezd mládeže. Pražský sjezd SČM podal přehled své dosavadní práce a nastínil hlavni úkoly budoucnosti. Mládež SČM je nyní organisována ve 196 okresích a 20 krajích. Zasílá kromě tisku i materiál k besedám a schůzím. Má celkem 1.413 divadelních a 863 recitačních kroužků. Jeho rekreačními středisky prošlo 1.000 repatriantů. Nyní, když jednotná tělovýchova se dosud neuskutečnila, nechce déle čekat a bude mít také svou rekreační tělovýchovu. Pro budoucnost se chce SČM přičinit o vytvoření užší spolupráce se SSM (Svazem slovenské mládeže).
Dorost: věstník české mládeže pro vzdělání, zábavu a poučení, 04.1946
Mládež Československé strany národně socialistické byla na základě výše zmíněné dohody mezi stranami Národního bloku organizována přímo ve straně jako odbor mladých (před 2. sv. válkou Svaz československé mládeže národně socialistické). Neustálé spory se SČM, který nehodlal respektovat jakoukoliv jinou mládežnickou organizaci, vyvrcholily před volbami v roce 1946, kdy národně socialistická mládež plánovala na dny 10. – 12. května sjezd svých odborů mladých. SČM vyhlásil jako protiútok ve stejném termínu „Radostné dny mládeže”. Obě mládežnické akce se nakonec konaly skutečně ve stejné termínu. Neochota SČM dohodnout se na jiném termínu tak dala podnět národně socialistické mládeži k vystoupení ze Svazu české mládeže a odvolat z něj všechny své členy.
Československá strana národně socialistická odvolává s okamžitou platností všechny své zástupce ve Svazu české mládeže, t. j. vyzývá příslušníky čs. strany národně socialistické, aby se vzdali ve Svazu české mládeže svých funkcí. Zároveň předsednictvo strany prohlašuje, že od tohoto okamžiku nepovažuje vedení Svazu české mládeže za instituci nadstranickou a nestranickou, protože nyní, když lidová strana není ve Svazu vůbec zastoupena a sociálně demokratická strana jen neúměrně, jest vedení Svazu české mládeže téměř výhradně v rukou příslušníků strany komunistické.
Slovo národa, 08.05.1946, s. 3: SČM bez národních socialistů

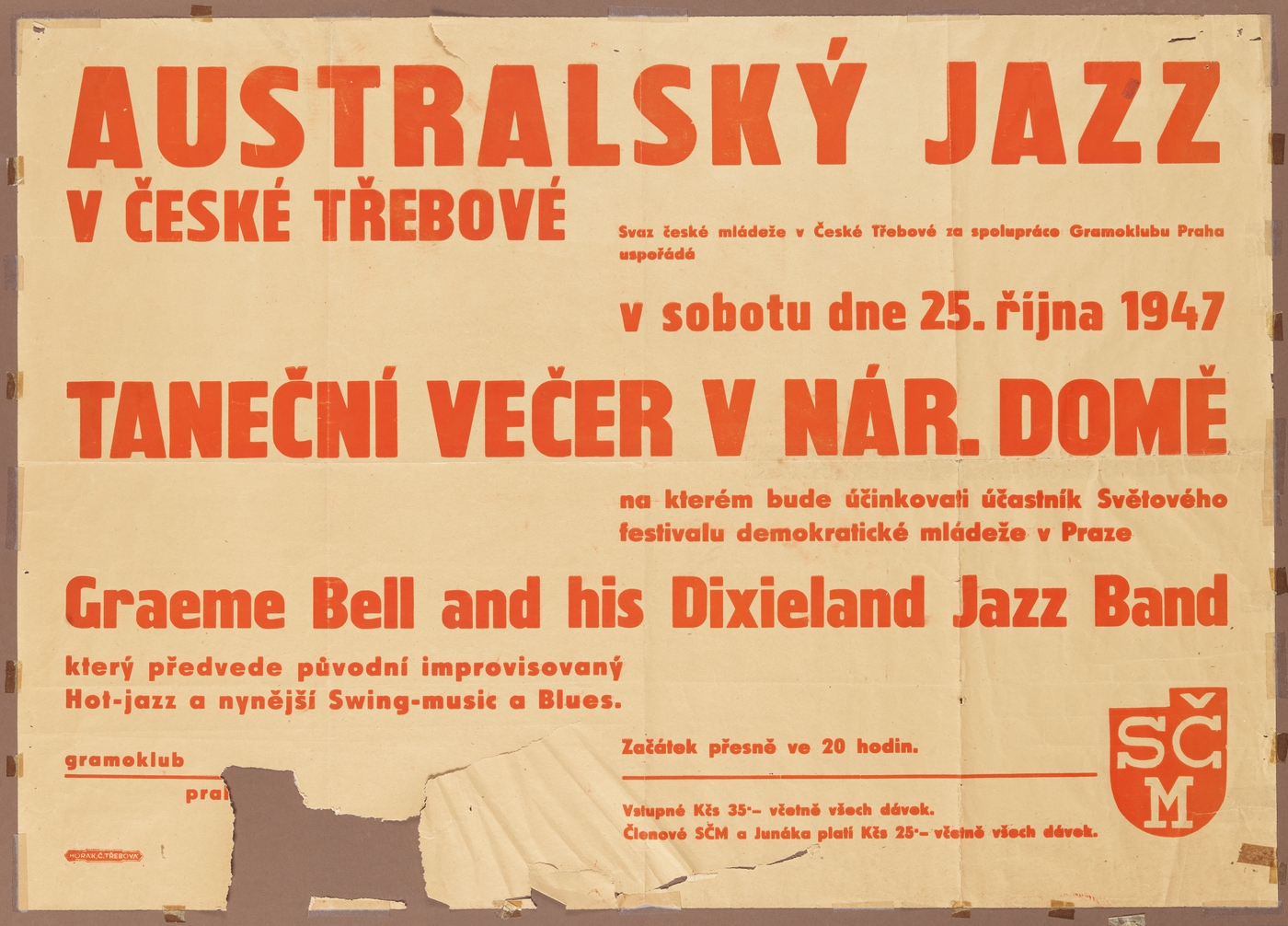
Leták jazzového koncertu Graema Bella konaný pod záštitou svazu mládeže v říjnu 1947

Československá strana lidová, Československá strana národně socialistická a slovenská Demokratická strana začaly po odvolání svých členů ze svazů mládeže budovat své vlastní mládežnické organizace.
Ve dnech 4. až 6. července 1946 zasedal ve Zlíně pracovní sjednocovací sjezd Svazu české mládeže a Svazu slovenskej mládeže, jehož výsledkem byly organizační směrnice, stanovy a zvolení nejvyšší výkonný orgán „Ústředí mládeže Československé republiky” v čele s profesorem Ernestem Sýkorou s Bratislavy. Sjezdu se účastnili také zástupci mládeže ROH, Junáka a Svazu vysokoškolského studenstva, tělovýchovy, JSČZ, Svazu brannosti a armády. Na sjezdu byl zastoupen také Svaz mládeže Karpat z východního Slovenska.
Organizace lidovecké mládeže ČSL a slovenské mládeže Demokratické strany (Odbor mladých demokratov, OMD) se odmítly v roce 1947 účastnit I. Světovém festivalu mládeže a studenstva v Praze, jehož hlavním československým nositelem byla mládež SČM.

### Kroj SČM
V dubnu 1946 deník Mladá Fronta oznámil, že Svaz české mládeže bude mít kroj. Kroj se skládal z modré sportovní košile, na kapsičce byl umístěn znak Svazu české mládeže. Součástí kroje byla kravata a baret, opatřený odznakem SČM. Pro dívky byla doporučena modrá sukně, pro chlapce tmavé kalhoty. V létě mohli chlapci nosit manšestrové modré šortky.

### Organizace SČM
Sídlo Svazu české mládeže se nacházelo od července 1945 v Praze v budově na rohu Senovážného náměstí čp. 24. postupně pojmenované pod sociálně demokratickém politikovi Františku Soukupovi a to v moderní budově, ve které sídlily kanceláře bývalého Kuratoria pro výchovu mládeže v Čechách a na Moravě. Budovu zpočátku sdílelo s Jednotným svazem českých zemědělců. Také první zářijový kurz ideových referentů SČM se konal v bývalém výcvikovém táboře Kuratoria na Čeperce u Unhoště.
Všem okresním a krajským sekretariátům SČM! Kurs školení ideových referentů SČM se koná od 17. do 29. září. V pondělí dne 17. 9. se sejdou všichni účastníci v hotelu „Na Čeperce” u Unhoště. Přinesou si s sebou potravinové i přídavkové lístky na 14 dní a příslušné množství cukru. Okresy, které ještě neodeslaly vyplněné dotazníky, nechť tak učiní neprodleně a přiloží pověření okresu. Doporučujeme vzíti si s sebou pokrývku, teplé oblečení a dostatek papíru a tužek.
Mladá fronta, 14.09.1945, s. 2
Tiskovým orgánem Svazu české mládeže byl deník Mladá fronta, který tisklo a vydávalo nakladatelství Mladá fronta. V roce 1945 redakci (Praha II, Panská ulice 8) vedl šéfredaktor František Nečének, vedoucí redaktor Jan Buda, odpovědný redaktor Jaromír Hořec.
Organizační struktura SČM vycházela z místních skupin, na které navazovaly okresní výbory SČM v okresních městech (v roce 1945 v Čechách 131, na Moravě 38, ve Slezsku 11 okresů). Každá místní skupina vysílala k volbě okresního výboru SČM dva delegáty, okresy volily krajské výbory, které delegovaly své zástupce do volby ÚV SČM. Ústřední výbor (ÚV SČM) se skládal z odborů (komisí), v jejichž čele stáli referenti. V čele Ústředního výkonného výboru SČM stálo předsednictvo. Struktura ústředního sekretariátu vypadala v roce 1945 následovně:
- Předseda: Václav Koutný
- I. místopředseda: Dr. Jan Podloucký
- II. místopředseda: Stanislav Maleček
- III. místopředseda: Václav Trnka
- Tajemník: Jiří Čech

- Ústřední organizační komise: referent Zdeněk Hejzlar
- Ústředí vnitřní organizace: referenti Eda Tůma, Jindra Maňďák
- Ústřední hospodářská komise: referent Ing. Dobroslav Koutník
- Ústřední programová komise: referent Dr. Jiří Hájek
- Ústřední výchovná komise: referent Zbyněk Mareš
- Ústřední kulturní komise: referent Jaroslav Žert
- Ústřední školská komise: referent Pavlík
- Ústřední propagační komise: referent Zounek
- Ústřední sociální komise: referentka Jiřina Marešová
- Ústřední tělovýchovná komise: referent Stanislav Pošusta
- Ústřední oddělení práce: Václav Köhler

Kulturní oddělení se dělilo na odbory: divadlo, literatura, hudba, tanec, výtvarné umění. Do agendy propagačního oddělení spadal: tisk, film, rozhlas, výstavy.Ústřední organisace je rozdělena na Čechy východ – Čechy západ – a organisace Moravy a Slezska.
| Čestný soud mládeže | Ústřední výbor Svazu české mládeže | Ústřední revizní komise |
| ------------------- | ---------------------------------- | ----------------------- |
|                     | Ústřední výkonný výbor SČM         |                         |
|                     | Předsednictvo SČM                  |                         |

| Organizační komise | Středoškolská komise | Propagační komise | Ideová komise | Kulturní komise | Sociální komise | Komise dělnické mládeže | Zemědělská komise | Školská komise | Tělovýchovná komise a zájmový odb. | Hospodářská komise |
| ------------------ | -------------------- | ----------------- | ------------- | --------------- | --------------- | ----------------------- | ----------------- | -------------- | ---------------------------------- | ------------------ |

Krajské referáty SČM se v Čechách nacházely:
- Velká Praha: Praha II., Havlíčkovo nám. 24
- Praha venkov: Praha II., Havlíčkovo nám. 24
- Tábor: Tř. maršála Stalina 1483
- České Budějovice
- Písek: budova reálky, Komenského 14
- Plzeň: Náměstí republiky
- Karlovy Vary: Tř. krále Jiřího 2
- Most: Tyršova ul., Louny
- Kladno: Smetanova ul., YMCA
- Beroun
- Ústí nad Labem: Velká Valová 57
- Česká Lípa
- Liberec: Ul. Karolíny Světlé 35 (Arnošt Schneider)
- Mladá Boleslav
- Hradec Králové: Na Příkopech 878
- Pardubice: Ul. Sladkovského
- Kolín: Tř. Bedřicha Velikého
- Benešov: Malé náměstí
- Jičín: Tylova 29 (Bohumil Kučera)
- Havlíčkův Brod[19]

Krajské referáty SČM na Moravě:
- Jihlava: Žižkova 15 (Dělnický dům)
- Znojmo
- Brno: Cihlářská 19
- Uherské Hradiště
- Kroměříž
- Olomouc
- Šumperk[19]
- Valašské Meziříčí

Krajské referáty SČM ve Slezsku:
- Český Těšín
- Opava
- Moravská Ostrava[19]

Svaz české mládeže úzce spolupracoval s nadřízenými ministerstvy a s jejich podřízenými institucemi:
- Hlavní správa výchovy a osvěty (HSVO): Osvětový odbor SNB, Vydavatelství SČM,
- Ministerstvo školství: Komise divadel pro mládež, Ústřední výbor divadelních ochotníků, Ústav lidské práce, Inspektorát učňovských škol, osvětový odbor hl. města Prahy, Výzkumný ústav pedagogický,
- Ministerstvo ochrany práce: Zemské ústředí péče o mládež,
- Ústřední komise pro mládež ROH: Kulturní komise ROH,
- Československý rozhlas: tisk,
- Ministerstvo zemědělství: Jednotný svaz českých zemědělců, Ústřední rada družstev, Ústřední meliorační svaz
- Ústřední národní výbor tělesné výchovy
- Svaz brannosti
- Český Národní Archiv
- Ministerstvo dopravy[20]

### V letech 1948–1949
Na začátku roku 1948 svaz působil jako organizace komunistů a sociálních demokratů již pod obrovským faktickým vlivem Ústředního výboru KSČ. To se projevilo v Únoru 1948. V době únorových dní svaz pořádal masové akce na podporu ústředních akčních výborů Národní fronty a snažil se potlačovat akce mladých na podporu demise, např. demonstrace studentů na podporu demokracie. Po plném uchopení moci komunisty v Československu, se vedení nadále snažilo sjednotit veškerou mládež pod svou záštitu, především všech ostatních obrozených stran zbavených svého vedení a členstva.
Organizační jednota Svazu české mládeže vydržela jen jeden rok, ale přesto posloužila komunistům jako odrazový můstek k dosažení vytčeného cíle vybudování jednotné mládežnické organizace pod dohledem KSČ, do které v roce 1949 sloučila všechny národní organizace československé mládeže – pod názvem Československý svaz mládeže (ČSM).

## Zánik
Ve dnech 23. – 24. dubna 1949 proběhla v pražském Radiopaláci ustavující konference, na které se čtyři národní mládežnické organizace Svaz české mládeže, Svaz slovenské mládeže, Svaz polské mládeže a Svaz mládeže Karpat sloučily v jednotný Československý svaz mládeže. Dětskou organizací ČSM se stal nejprve Junák, při kterém byly zakládány první Pionýrské oddíly Junáka (POJ).
ČSM byl složkou Národní fronty a podléhal přímému řízení KSČ, přičemž ostatní mládežnické organizace byly zlikvidovány. Svaz české mládeže tak připravil hlavní pilíře fungování ČSM. Hlavním cílem svazu bylo ideologické působení na mládež a prosazování politiky vládnoucí strany.